# Ingi Agnarsson
Ingi Agnarsson (Reykjavik, 11 januari 1971) is een IJslands arachnoloog. Hij is tevens directeur van het Zoology-museum van de Universiteit van Puerto Rico. 

## Biografie

### Opleiding
Ingi Agnarsson begon zijn professionele opleiding op de Universiteit van IJsland, waar hij van 1992-1995 studeerde. In ditzelfde jaar deed hij z'n eerste arachnologische onderzoek, toen hij voor het Icelandic Institute of Natural History werkte. In 1998 begon hij met een opleiding biologische wetenschap aan de George Washington-universiteit in Washington D.C.. In 2005 behaalde hij aldaar z'n Doctor of Philosophy. 
In 1997 verbleef Ingi in Oeganda, alwaar hij onderzoek deed naar de spinnensoorten die in het Nationaal park Kibale Forest te vinden waren, in opdracht voor de Tropical Biology Association en de Universiteit van Makerere in Kampala. 
Tijdens z'n opleiding aan de George Washington-universiteit onderzocht Ingi regelmatig het werkveld. In juli 1998 onderzocht hij, in samenwerking met studenten van de Universiteit van North Carolina te Chapel Hill, in de bergen van North Carolina naar nieuwe spinnensoorten. In februari 2001 volgde hij de cursus tropische biologie van de Organization for Tropical Studies en de Universiteit van Costa Rica in Costa Rica.

### Carrière
Over een periode van 14 jaar werkte Ingi in veel landen, waarin in hij zocht naar nieuwe diersoorten: IJsland (1993-1998), Oeganda (1998), Guyana (juli 1999), Hawaï (april 2000), Chili (november-december 2000), Zuid-Afrika (maart-april 2001), Ecuador (2004), Frans-Guyana, Maleisië, Singapore (2005), Mayotte, Mauritius, Réunion en Rodrigues (maart-april 2008), Papoea-Nieuw-Guinea en Nieuw-Brittannië (2009), Panama (april 2010), Madagaskar (2001, 2008, 2010) en Costa Rica (2001, 2002, 2004, 2005). Verder onderzocht hij intertidale en aardse ongewervelden in IJsland (1988-1998), en vond hij enkele dolfijnsoorten in Panama en Costa Rica (2004-2006). 
Ingi begon zijn carrière in 1993 als onderzoeksassistent van Agnar Ingolfsson bij het biologieinstituut van de Universiteit van IJsland. Twee jaar later promoveerde hij tot zelfstandig onderzoeker en verhuisde hij z'n werkplaats naar het IJslands instituut van natuurhistorie (Icelandic Institute of Natural History). Hier werkte hij drie jaar. In 1999 begon hij aan een vijfjarige baan bij het National Museum of Natural History (Smithsonian), als predoctoraal medewerker. Hij werd begeleid door Jonathan Coddington. Van 2004-2006 werkte hij als postdoc aan de Universiteit van Brits-Columbia en een jaar later, in 2007, deed hij dit aan de Universiteit van Akron. 
Als onderzoeker werkte hij samen met de Sloveense Academie van Wetenschappen en Kunst (Slovenian Academy of Sciences and Arts, 2007-2009) in Ljubljana en de Universiteit van Akron (2007-2088). Tegenwoordig werkt hij als assistent-professor aan de Universiteit van Puerto Rico, alwaar hij ook directeur is van het Zoology-museum van de school. Ook werkt hij nog regelmatig samen met het Smithsonian Institution. 
Ingi is lid van vijf verenigingen: International Society of Arachnology, American Arachnological Society, Royal Entomological Society, Society for the Study of Evolution en Society of Systematic Biologists. 

## Publicaties
- Agnarsson I., Zambrana-Torrelio C.M., Flores Saldaña N.P., May-Collado L.J. (2011). A time-calibrated species-level phylogeny of bats (Chiroptera, Mammalia). PLoS Currents: Tree of Life. Versie 44.
- Agnarsson I. (2011). A new phylogeny of Anelosimus and the placement and behavior of Anelosimus vierae n. sp. from Uruguay (Araneae: Theridiidae). Journal of Arachnology 39.
- Agnarsson I. (2011). Habitat patch size and isolation as predictors of occupancy and number of Argyrodine spider kleptoparasites in Nephila webs. Naturwissenschaften 98: 163-167.
- Kuntner M., May-Collado L., Agnarsson I. (2011). Phylogeny and conservation priorities of afrotherian mammals (Afrotheria, Mammalia). Zoologica Scripta 40: 1-15.
- Kuntner M., Agnarsson I. (2011). Biogeography and diversification of hermit spiders on Indian Ocean islands (Nephilidae: Nephilengys). Molecular Phylogenetics and Evolution 58.
- Sensenig A., Agnarsson I., Blackledge T.A. (2011). Adult spiders use tougher silk: Ontogenetic changes in web architecture and silk biomechanics in the orb-weaving spider Neoscona arabesca. Journal of Zoology.
- Vélez-Zuazo X, Agnarsson I. (2011). Shark tales: A molecular species level phylogeny of sharks (Selachimorpha, Chondrichthyes). Molecular Phylogenetics and Evolution 58: 207-217
- Agnarsson I., Avilés L, Maddison WP. (2010). Complete separation along matrilines in a social spider metapopulation inferred from hypervariable mitochondrial DNA region. Molecular Ecology 19: 3052-3063
- Agnarsson I., Kuntner M, May-Collado LJ. (2010). Dogs, cats, and kin: a molecular species-level phylogeny of Carnivora. Molecular Phylogenetics and Evolution 54: 726–745
- Agnarsson I., Kuntner M., Coddington J., Blackledge T.A. (2010). Shifting continents, not behaviours: independent colonization of solitary and subsocial Anelosimus spider lineages on Madagascar (Araneae, Theridiidae). Zoologica Scripta 39: 75-87
- Agnarsson I., Kuntner M., Blackledge T.A. (2010). Bioprospecting finds the toughest biological material: extraordinary silk from a giant riverine orb. PLoS One 5(9): 1-9.
- Agnarsson I. (2010). The utility of ITS2 in spider phylogenetics: notes on prior work and an example from Anelosimus. Journal of Arachnology 38: 377-382
- Kuntner M., Agnarsson I. (2010). Web gigantism in Darwin's bark spider, a new species from Madagascar (Araneidae: Caerostris). Journal of Arachnology 38: 346-356
- Martén-Rodríguez S., Fenster C.B., Agnarsson I., Skog L.E., Zimmer E.A. (2010). Evolutionary breakdown of pollination specialization in a Caribbean plant radiation. New Phytologist 188: 403-417
- Sensenig A., Agnarsson I., Blackledge T.A. (2010). Behavioral and biomaterial coevolution in spider orb webs. Journal of Evolutionary Biology 23: 1839-1856
- Sensenig A., Agnarsson I., Gondek T., Blackledge T.A. (2010). Webs in vitro and in vivo: Spiders alter their orb web spinning behavior in the laboratory. Journal of Arachnology 38: 183-191
- Agnarsson I., Blackledge T. (2009). Can a spider web be too sticky? Tensile mechanics constrain the evolution of capture spiral stickiness in orb weaving spiders. Journal of Zoology 277: 134-140
- Agnarsson I., Boutry C., Wong S-C., Baji A., Dhinojwala A., Sensenig A.T., Blackledge T.A. (2009). Rate dependent supercontraction of spider dragline silk. Zoology 112: 325-331
- Agnarsson I., Dhinojwala A., Sahni V., Blackledge T.A. (2009). Spider silk as a novel high performance biomimetic muscle driven by humidity. Journal of Experimental Biology 212: 1990-1994
- Blackledge T.A., Boutry C., Wong S-C., Baji A., Dhinojwala A., Sahni V., Agnarsson I. (2009). How super is supercontraction? Permanent versus cyclic responses to humidity in spider dragline silk. Journal of Experimental Biology 212: 1981-1989

- Blackledge T., Coddington J.A., Agnarsson I. (2009). Fecundity increase supports adaptive radiation hypothesis in spider web evolution. Communicative & Integrative Biology 2(6): 1-5.
- Blackledge T.A., Coddington J., Scharff N., Szuts T., Wenzel J., Hayashi C., Agnarsson I. (2009). Reconstructing web evolution and spider diversification in the molecular era. Proceedings of the National Academy of Sciences of the United States of America 106: 5229-5234
- Coddington J.A., Agnarsson I., Miller J., Kuntner M., Hormiga G. (2009). Undersampling bias: the null hypothesis for singleton species in tropical arthropod biodiversity surveys. Journal of Animal Ecology 78: 573–584
- Kuntner M., Agnarsson I. (2009). Phylogeny accurately predicts behavior in Indian Ocean Clitaetra spiders (Araneae: Nephilidae) Invertebrate Systematics 23: 193-204
- Kuntner M., Gregorič M., Agnarsson I. (2009). Spider eunuch phenomenon induced by aggressiveness from rival male or mated female. Journal of Arachnology 37: 266-271
- Agnarsson I., Boutry C., Blackledge T. (2008). Spider silk aging: initial improvement in a high performance material followed by slow degradation. Journal of Experimental Zoology Part A: Ecological Genetics and Physiology 309A: 494-504
- Agnarsson I., Coddington J.A. (2008). Quantitative tests of primary homology. Cladistics 24: 51-61.
- Agnarsson I., May-Collado L. (2008). The phylogeny of Cetartiodactyla: the importance of dense taxon sampling, missing data, and the remarkable promise of Cytochrome b to provide reliable species-level phylogenies. Molecular Phylogenetics and Evolution 48: 964–985
- Agnarsson I., Miller J. (2008). Is ACCTRAN better than DELTRAN? Cladistics 24: 1032-1038
- Eberhard W.G., Agnarsson I., Levi H.W. (2008). Web forms and phylogeny of theridiid spiders (Araneae: Theridiidae): chaos from order? Systematics and Biodiversity 6: 415-475
- Agnarsson I., Coddington J.A, Knoflach B. (2007). Morphology and evolution of cobweb spider male genitalia (Araneae: Theridiidae). Journal of Arachnology 35: 334-395.
- Agnarsson I., Coddington J.A., May-Collado L.J. (2007). Elongated pedicillate setae – a putative sensory system and synapomorphy of spiders. Journal of Arachnology 35: 411-426.
- Agnarsson I., Kuntner M. (2007). Taxonomy in a changing world: seeking solutions for a science in crisis. Systematic Biology 56: 531-539.
- Agnarsson I., Maddison W.P., Avilés L. (2007). The phylogeny of the social Anelosimus spiders (Araneae: Theridiidae) inferred from six molecular loci and morphology. Molecular Phylogenetics and Evolution 43: 833-851.
- Arnedo M.A., Agnarsson I., Gillespie R.G. (2007). Molecular insights into the phylogenetic structure of the spider genus Theridion (Araneae, Theridiidae) and the origin of the Hawaiian Theridion-like fauna. Zoologica Scripta 36: 337–352.
- Avilés L., Agnarsson I., Salazar P., Purcell J., Iturralde G., Yip E., Powers K.S., Bukowski T. (2007). Altitudinal pattern of sociality in the spider genus Anelosimus and the biology of a new mid-elevation social species in Ecuador. American Naturalist 170: 783-792. [4.80; 11/127 (Ecology)]
- May-Collado L.J., Agnarsson I., Wartzok D. (2007). Reexamining the relationship between body size and tonal signal frequency in whales: a comparative approach using a novel phylogeny. Marine Mammal Science 121: 1203-1212.
- May-Collado L.J., Agnarsson I., Wartzok D. (2007). A phylogenetic review of tonal sound production in whales. BMC Evolutionary Biology 7: 136.
- Agnarsson I. (2006). A revision of the New World eximius lineage of Anelosimus (Araneae, Theridiidae) and a phylogenetic analysis using worldwide exemplars. Zoological Journal of the Linnean Society 146: 453-593.
- Agnarsson I. (2006). Asymmetric female genitalia and other remarkable morphology in a new genus of cobweb spiders (Theridiidae, Araneae) from Madagascar. Biological Journal of the Linnean Society 87: 211-232.
- Agnarsson I. (2006). Phylogenetic placement of Echinotheridion (Araneae: Theridiidae) - do male sexual organ removal, emasculation, and sexual cannibalism in Echinotheridion and Tidarren represent evolutionary replicas? Invertebrate Systematics 20: 415-429.

- Agnarsson I., Avilés L., Coddington J.A., Maddison W.P. (2006). Social theridiid spiders – repeated origins of an evolutionary dead-end. Evolution 60: 2342-2351
- Agnarsson I., Barrantes G., May-Collado L.J. (2006). Notes on the biology of Anelosimus pacificus Levi, 1963 (Theridiidae, Araneae) - evidence for an evolutionary reversal to a less social state. Journal of Natural History 40: 2681-2687.
- Agnarsson I., Coddington J.A. (2006). Notes on web and web plasticity and description of the male of Achaearanea heiroglyphica (Mello-Leitão) (Theridiidae, Araneae). Journal of Arachnology 34: 638-641.
- Agnarsson I., Zhang J.X. (2006). New species of Anelosimus (Theridiidae, Araneae) from Africa and Southeast Asia, with notes on sociality and color polymorphism. Zootaxa 1147: 1-34.
- Avilés L., Maddison W.P., Agnarsson I. (2006). A new independently derived social spider with explosive colony proliferation and a female size dimorphism. Biotropica 38: 743-753.
- Coddington J.A., Agnarsson I. (2006). Subsociality in Helvibis thorelli (Theridiinae, Theridiidae, Araneae) from French Guiana. Journal of Arachnology 34: 642-645.
- Kuntner M., Agnarsson I. (2006). Are the Linnean and phylogenetic nomenclatural systems combinable? Recommendations for Biological Nomenclature. Systematic Biology 55: 774-784.
- May-Collado L., Agnarsson I. (2006). Cytochrome b and Bayesian inference of whale phylogeny. Molecular Phylogenetics and Evolution 38: 344–354.
- Agnarsson I. (2005). A revision and phylogenetic analysis of the American ethicus and rupununi groups of Anelosimus (Araneae, Theridiidae). Zoologica Scripta 34: 389-413.
- Agnarsson I, Kuntner M. (2005). Madagascar: an unexpected hotspot of social Anelosimus spider diversity (Araneae: Theridiidae). Systematic Entomology 30: 575-592.
- Miller J.A., Agnarsson I. (2005). A redescription of Chrysso nigriceps (Araneae, Theridiidae) with evidence for maternal care. Journal of Arachnology 33: 711-717.
- Agnarsson I. (2004). Morphological phylogeny of cobweb spiders and their relatives (Araneae, Araneoidea, Theridiidae). Zoological Journal of the Linnean Society 141: 447-626.
- Arnedo M.A., Coddington J., Agnarsson I., Gillespie R.G. (2004). From a comb to a tree: Phylogenetic relationships of the comb-footed spiders (Araneae, Theridiidae) inferred from nuclear and mitochondrial genes. Molecular Phylogenetics and Evolution 31: 225-245.
- Agnarsson I. (2003). Spider webs as habitat patches - The distribution of kleptoparasites (Argyrodes, Theridiidae) among host webs (Nephila, Tetragnathidae). Journal of Arachnology 31: 344-349.
- Agnarsson I. (2003). The phylogenetic placement and circumscription of the genus Synotaxus (Araneae: Synotaxidae) with a description of a new species from Guyana, and notes on theridioid phylogeny. Invertebrate Systematics 17: 719-734.
- Ingólfsson A., Agnarsson I. (2003). Amphipods and isopods in the rocky intertidal: Dispersal and movements during high tide. Marine Biology 143: 859-866.
- Agnarsson I. (2002). Sharing a web - on the relation of sociality and kleptoparasitism in theridiid spiders (Theridiidae, Araneae). Journal of Arachnology 30: 181-188.
- Whitehouse M., Agnarsson I., Miyashita T., Smith D., Cangialosi K., Masumoto T., Li D., Henaut Y. (2002). Argyrodes: Phylogeny, sociality and interspecific interactions - a report on the Argyrodes symposium, Badplaas 2001. Journal of Arachnology 30: 238-245.
- Agnarsson I. (2000). Adansonia is a Baobab tree, not a theridiid spider. Journal of Arachnology 28: 351-352
- Ingólfsson A., Agnarsson I. (1999). Anonyx sarsi: a major unrecognized scavenger and predator in the intertidal zone. Journal of the Marine Biological Association of the United Kingdom 79: 1127-1128.
- Agnarsson I. (1998). Icelandic harvestmen and pseudoscorpions. Fjölrit Náttúrufræðistofnunar 35, 36 pages, 19 figures.
- Agnarsson I. (1996). Icelandic spiders. Fjölrit Náttúrufræðistofnunar 31, 175 pages, 169 figures.